# Canal de Panama
Vous lisez un « article de qualité » labellisé en 2006.
Pour les articles homonymes, voir Panama (homonymie).
Le canal de Panama (espagnol : canal de Panamá) est un canal maritime de 80 km de long, qui traverse l'isthme de Panama en Amérique centrale, reliant l’océan Pacifique et l’océan Atlantique. Sa construction a été l'un des projets d’ingénierie les plus difficiles jamais entrepris. Son influence sur le commerce maritime a été considérable, puisque les navires n’ont plus eu besoin de faire route par le cap Horn et le passage de Drake, à la pointe australe de l’Amérique du Sud. Un navire allant de New York à San Francisco par le canal parcourt 9 500 kilomètres, soit moins de la moitié des 22 500 kilomètres du voyage par le cap Horn.
L'histoire du canal de Panama est très mouvementée. Le concept d’un canal à Panama remonte au début du XVIe siècle. Une des premières représentations iconographiques du canal est indiquée sur la carte des Conseils du missionnaire breton Michel Le Nobletz vers 1630. La première tentative de construction ne commença qu'en 1880, sous l’impulsion française de Ferdinand de Lesseps, grâce à une collecte de fonds géante à la Bourse de Paris. Après l'échec de cette tentative, le travail fut terminé par les États-Unis sous la direction de George Washington Goethals, et le canal ouvrit le 15 août 1914. La construction des 80 kilomètres du canal a été parsemée de problèmes : maladies comme le paludisme et la fièvre jaune, glissements de terrain. Le nombre de travailleurs qui périrent de maladie durant la construction a été évalué à plusieurs milliers (plus de 5 600 pour la seule période française 1881-1889).
Depuis son ouverture, le canal a remporté un énorme succès et continue d’être un point de passage stratégique pour la navigation. Chaque année, il est emprunté par plus de 14 000 navires transportant plus de 203 millions de tonnes de cargaison. Jusqu'à 2002, un total de 800 000 navires étaient passés par le canal. Des travaux d'élargissement du canal ont été lancés en septembre 2007 pour livrer passage à des navires de plus gros tonnage, transportant jusqu'à 12 000 conteneurs, soit plus du double de la charge auparavant autorisée à emprunter la voie navigable. C'est un groupement d'entreprises mené par l'entreprise espagnole Sacyr, l'italienne Salini Impregilo, la belge Jan de Nul et la panaméenne Constructora Urbana, qui a réalisé les travaux. Le premier navire « new Panamax » (ou neopanamax) passe les nouvelles écluses le 26 juin 2016.

## Histoire

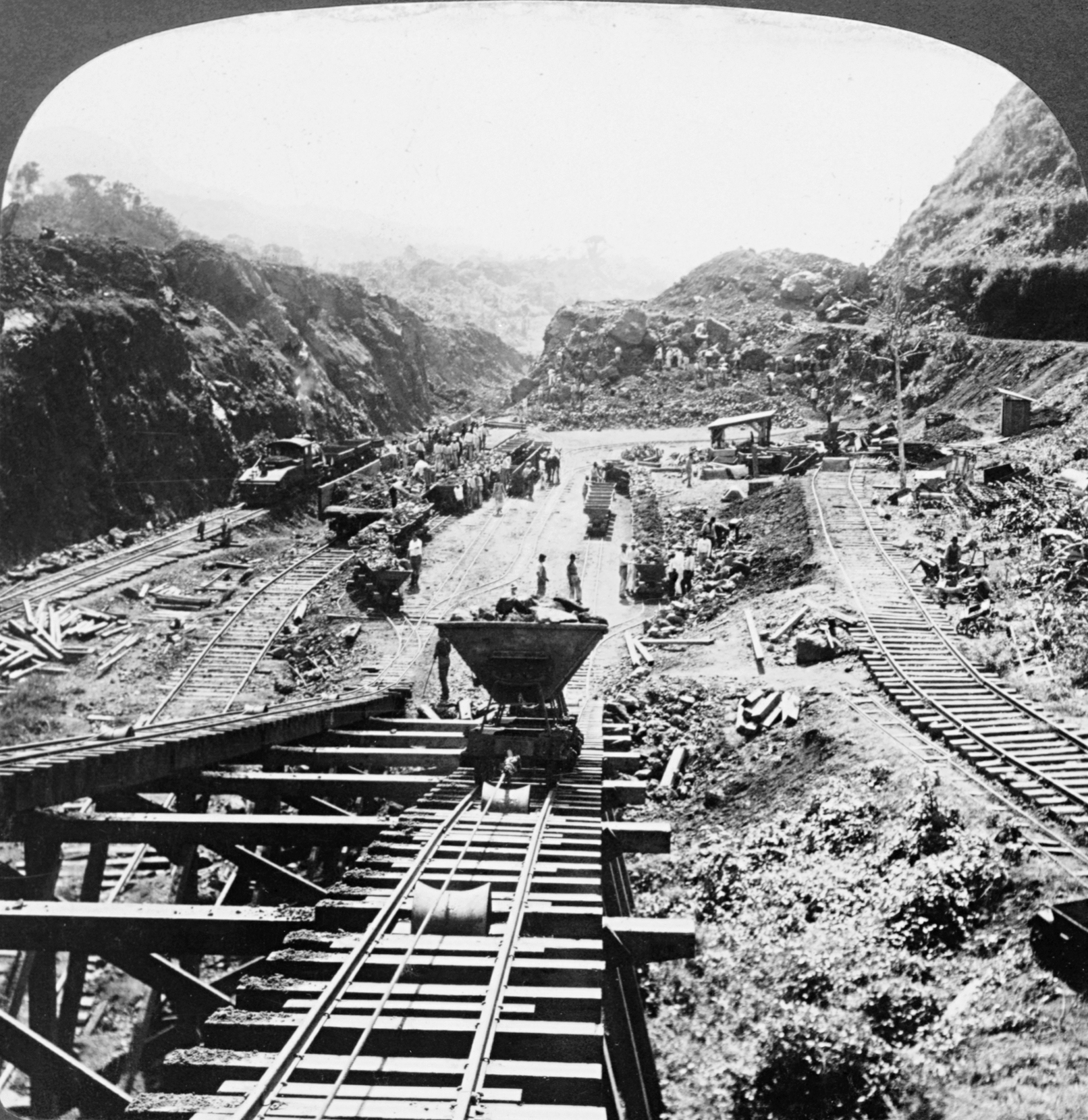
Travaux de construction sur la coupe Gaillard en 1907.

La première mention d’un canal à travers l’isthme remonte à 1534 : Charles Quint suggéra alors qu'un canal à Panama faciliterait le voyage des navires allant au Pérou et en Équateur.
Étant donné l’importance stratégique de l’Amérique centrale en tant que fine portion de terre séparant deux grands océans, d’autres formes de liens commerciaux ont été tentés.

En 1671, les flibustiers commandés par Henry Morgan partent du fort San Lorenzo, remontent le rio Chagres jusqu'au village de Barro Colorado, puis par le Camino de Cruces, ils mettent à sac la ville de Panama.
En 1698, le royaume d'Écosse se lança dans le projet Darién destiné à créer une voie commerciale terrestre, mais il fut abandonné en 1700 en raison des conditions inhospitalières.

### XIXesiècle
Le chemin de fer du Panama fut construit puis mis en service le 27 janvier 1855. Ce fut le premier chemin de fer transcontinental. Ce lien terrestre facilita grandement le commerce et constitua un élément important de l’établissement du canal, par exemple pour le transport du matériel.

Une route maritime entre les océans était toujours vue comme la solution idéale, et l’idée d’un canal fut ravivée à plusieurs occasions, et par plusieurs routes : un canal au Nicaragua fut envisagé plusieurs fois. Finalement, à la suite du succès du canal de Suez, les Français, sous la direction de Ferdinand de Lesseps qui avait réalisé ce dernier, commencèrent la construction d’un canal au niveau de la mer (sans écluse) au Panama le 1er janvier 1882. Le projet rencontre aussitôt l'opposition des États-Unis ; le président Rutherford B. Hayes rendit public son désaccord concernant le contrat franco-colombien : 

« Notre intérêt commercial est supérieur à celui de tous les autres pays, de même que les relations du canal avec notre pouvoir et notre prospérité en tant que Nation. […] Les États-Unis ont le droit et le devoir d’affirmer et de maintenir leur autorité d’intervention sur n’importe quel canal interocéanique qui traverse l’isthme. »

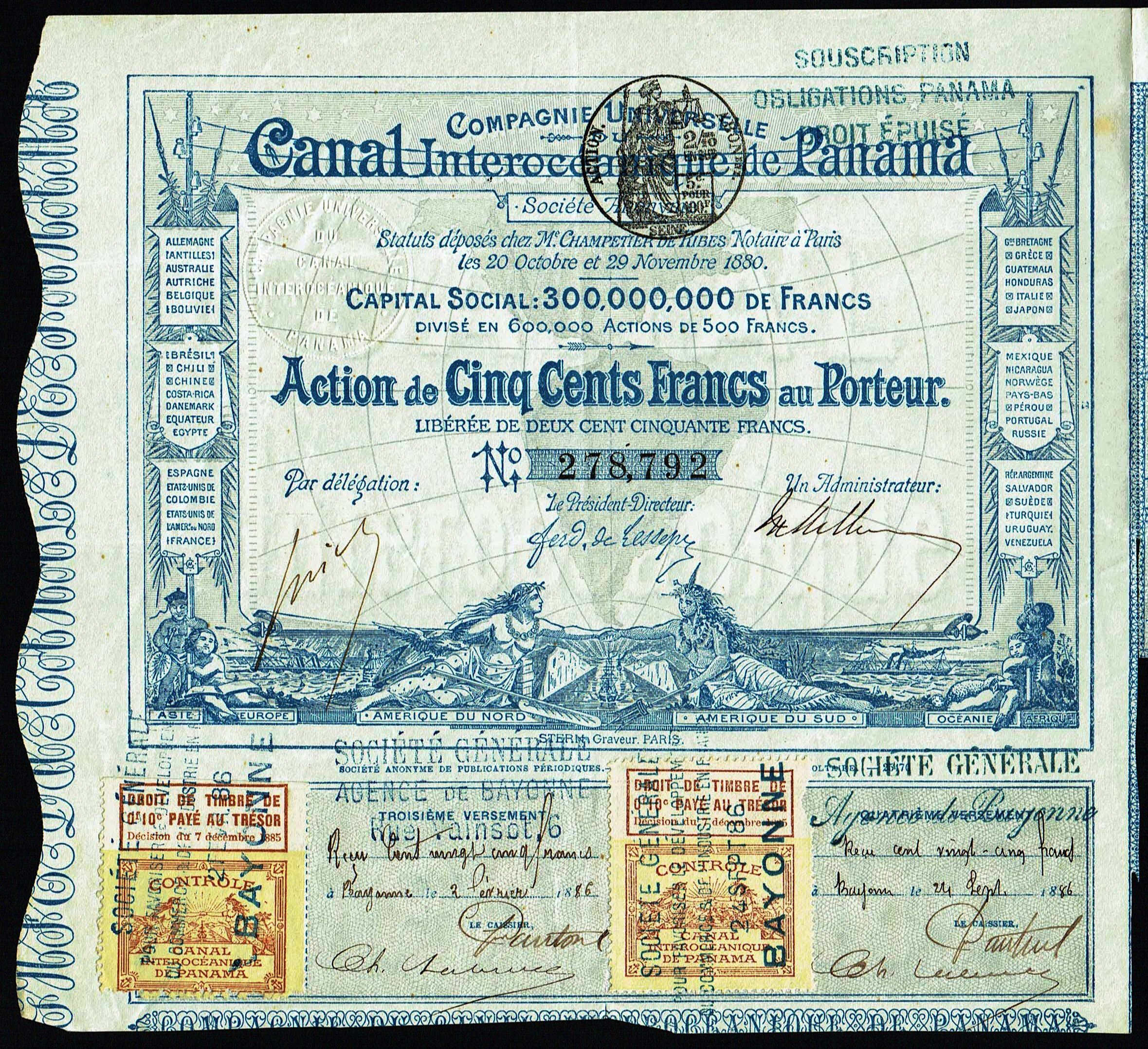
Action de la Compagnie universelle du canal interocéanique de Panama en date du 29 novembre 1880.

En septembre de la même année, un tremblement de terre secoua l'isthme panaméen, faisant baisser à la Bourse de Paris le cours des actions de la Compagnie universelle du canal interocéanique de Panama créée trois ans plus tôt. La fièvre jaune, ainsi que la difficulté de domestiquer le rio Chagres, qui connaissait régulièrement des crues dévastatrices et tout aussi meurtrières durant la saison des pluies, mirent à mal le projet que Gustave Eiffel sauva en concevant un système de dix écluses. Toutefois, ces graves difficultés amplifiées par l'affairisme débouchèrent sur la faillite de la compagnie en 1889, déclenchant ainsi le fameux scandale de Panama.
En 1894, l'ingénieur en chef du chantier, Philippe Bunau-Varilla, crée la Compagnie nouvelle du canal de Panama pour reprendre le projet. Il publie dans la presse française, et notamment dans le journal Le Matin, qui appartient à son frère, des articles pour motiver les investisseurs, mais la crise politique qui mène à la démission du cabinet ministériel français en mai 1894 provoque la chute des investissements. En décembre 1901, à l’insu du gouvernement colombien, et sans se soucier d’aller à l’encontre des clauses du contrat, le gouvernement français et les actionnaires de la Compagnie nouvelle autorisent la vente des actions aux États-Unis.

### XXesiècle

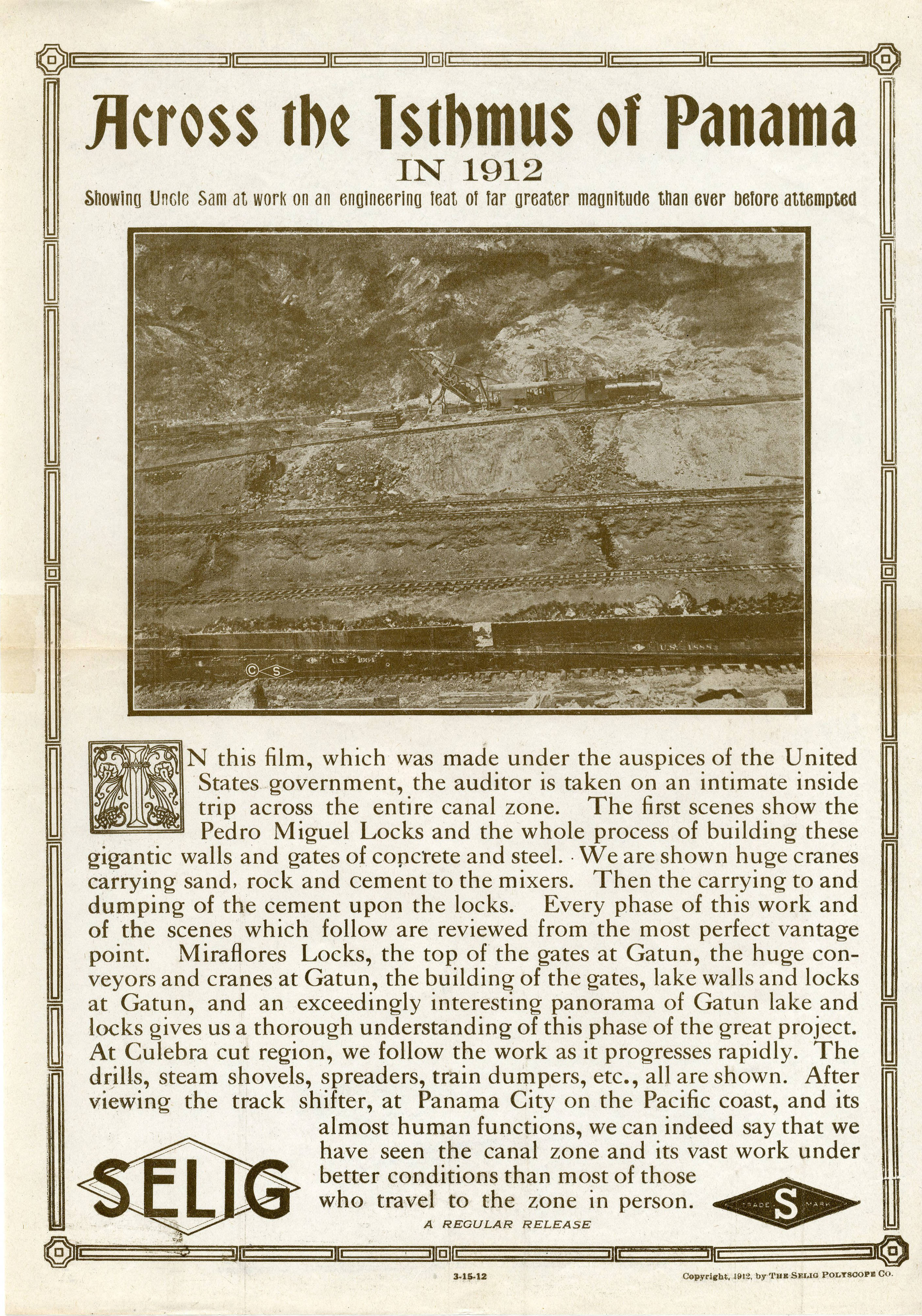
Tract d'un film de 1912 sur la construction du canal de Panama.

Le site de Panama, en difficulté, éclaboussé par la faillite et par le scandale encore récents, se trouve alors en compétition avec le projet de canal du Nicaragua. Sur la base de recherches en cours depuis 1886, le Nicaragua aurait dû être le terrain pour un futur canal construit par Washington, mais Bunau-Varilla et Cromwell s’attachent à convaincre le Congrès américain que le projet panaméen est plus avantageux. Pour cela, 60 000 dollars sont distribués aux membres-clés du Parti républicain. Le 29 juin 1902, le Congrès ratifie la décision du président Theodore Roosevelt d’acheter des parts à la Compagnie nouvelle.
Toutefois, la Colombie refuse de concéder aux États-Unis une souveraineté quasi totale sur le futur canal et la région environnante. L’ambassadeur américain à Bogotá avertit alors que si le traité n’était pas ratifié, « les relations amicales entre les deux pays s’en verraient si gravement compromises que le Congrès des États-Unis pourrait prendre des mesures que regretterait tout ami de la Colombie ». Le 3 novembre 1903, les séparatistes panaméens se déclarent indépendants de la Colombie, avec le soutien des troupes américaines. Les navires de guerre américains ancrés à l’abord des côtes interdisent toute intervention de l’armée colombienne.
Le 18 novembre 1903, à New York, est signé le traité Hay-Bunau-Varilla, faisant du Panama un protectorat. Les États-Unis reçoivent une frange de 10 milles de large des deux côtés du canal, pour sa construction et son exploitation à perpétuité. La souveraineté dans la zone du canal leur revient, le Panama étant « exclu de l’exercice de tels droits souverains, pouvoir ou autorité ». On leur concède aussi un droit d’ingérence permanent dans les affaires intérieures panaméennes, et la possibilité d’intervenir militairement en cas d’atteinte à l’ordre public. Cette clause prend force de loi lorsqu’on l’inclut dans la Constitution, promulguée le 20 février 1904, et rédigée avec la participation du consul américain William I. Buchanan.
Le Corps du génie de l'armée des États-Unis sous la direction de l'ingénieur en chef, le colonel George Washington Goethals, élabore alors un nouveau projet impliquant la construction de trois ensembles d’écluses et la création d’un lac artificiel, le lac Gatún. Ce projet se fonde sur une étude réalisée en 1879 par l’ingénieur français Adolphe Godin de Lépinay, mais qui avait été rejeté par le congrès dirigé par Ferdinand de Lesseps.
La construction en tant que telle du canal coûta la vie à plus de 5 600 travailleurs durant la période « française » de 1881-1889, et une source américaine estima en 1912 que la construction (période française + période américaine) avait causé plus de 22 000 morts, dont la quasi-totalité due aux maladies bactériennes, aux virus, etc.
Après plus de dix années supplémentaires de travaux (qui viennent s'ajouter à ceux de la période française de 1881 à 1889), le canal est enfin achevé et inauguré le 15 août 1914 à bord du navire Ancón, en présence du président panaméen Belisario Porras Barahona, accompagné d'officiers américains.
Dans les années 1950, alors que le canal rapporte 50 millions de dollars aux États-Unis, ces derniers n’en reversent que deux millions au Panama. En 1963, face aux revendications territoriales des Panaméens, les États-Unis acceptent que le drapeau panaméen soit placé au côté du leur sur les bâtiments civils de la zone du canal. Le 9 janvier 1964, le général américain Flemming, en ordonnant le retrait des drapeaux panaméens, provoque une émeute dont la répression fait vingt-sept morts et des centaines de blessés.
Le général Omar Torrijos, au pouvoir depuis 1968, se lance dans un combat contre les États-Unis pour obtenir la souveraineté du Panama. En 1973, devant l'absence de progrès dans les négociations avec Washington, il tente de faire intervenir l'ONU : « Nous n'avons jamais été, ne sommes pas et ne serons jamais un État associé, une colonie ou un protectorat, et nous n'entendons pas ajouter une étoile au drapeau des États-Unis. » Mis en minorité, Washington appose son véto à la résolution adoptée. Finalement, en 1977, Torrijos réussit à renégocier l’accord sur la zone du canal (traités Torrijos-Carter) et celle-ci est rétrocédée au Panama vingt ans plus tard, en 1999.

### XXIesiècle

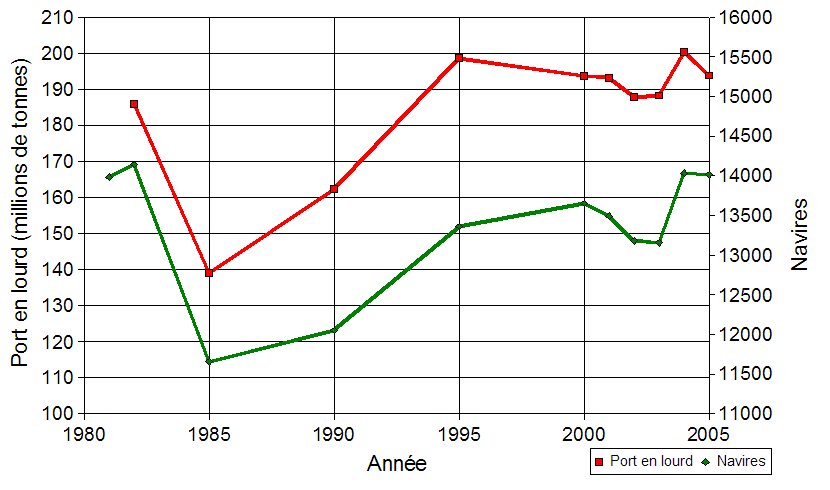
Graphique de l’évolution du trafic de 1981 à 2005.

Avec l’accroissement de la demande, le canal reste en position d’élément stratégique du commerce maritime mondial. Cependant, l’augmentation de la taille des navires montre la nécessité de changements à apporter au canal pour qu'il garde sa part de marché. En 2005, près de 50 % des navires transitant par le canal utilisent déjà la largeur maximale des écluses. En 2011, on[Qui ?] estima que 37 % des porte-conteneurs étaient trop gros pour le canal existant dont capacité maximale, estimée entre 330 et 340 millions de tonnes par an moyennant quelques améliorations mineures, devait être atteinte entre 2009 et 2012[réf. souhaitée].
De nouveaux jeux d'écluses sont construits et, après neuf ans de travaux, le nouveau canal est inauguré le 26 juin 2016.
En juillet 2019, les salariés du port de Balboa, à l'entrée sud du canal de Panama, conduisent une grève afin d'obtenir de meilleurs salaires et la négociation d'une convention collective.
En décembre 2024, le président élu américain Donald Trump menace de reprendre le contrôle du canal de Panama, dénonçant les tarifs imposés aux navires américains, qu’il juge excessifs. À la suite de ces déclarations, le Président du Panama José Raúl Mulino affirme que la souveraineté panaméenne sur le canal demeure inaliénable et non-négociable.
Le 2 février 2025, le secrétaire d'État américain Marco Rubio se rend au Panama, exhortant le président panaméen José Raúl Mulino à réduire l'« influence chinoise » dans le canal de Panama.

## Statut du canal
La zone du canal de Panama, passée sous contrôle des États-Unis quelques jours après l'indépendance du Panama en 1903 en vertu du Traité Hay-Bunau-Varilla, a été dissoute en 1979 à la suite des traités Torrijos-Carter, avec la mise en place d'une gestion administrative conjointe américano-panaméenne, avant que le contrôle total du canal ne soit rétrocédé au Panama.
Le premier traité Torrijos-Carter est officiellement intitulé Traité de neutralité permanente et le fonctionnement du canal de Panama[réf. nécessaire] (en espagnol : Tratado Concerniente a la Neutralidad Permanente y Funcionamiento del Canal de Panamá) et est communément appelé « Traité de neutralité ».
En vertu de ce traité, les États-Unis conservent le droit permanent de défendre le canal de toute menace qui pourrait interférer avec son service neutre continu aux navires de toutes les nations.
Le second traité est intitulé Traité du canal de Panama (Tratado del Canal de Panamá), et mentionne qu'à partir de midi le 31 décembre 1999, le Panama assumera le contrôle total des opérations du canal et deviendra responsable de sa défense.
Le canal de Panama est, selon l’American Society of Civil Engineers, la septième merveille du monde moderne.

## Autorité du canal de Panama
Cette autorité est responsable de la gestion et de l'exploitation du canal de Panama. Elle a remplacé la commission du canal de Panama, agence panamo-américaine qui gérait le canal avant sa rétrocession par les États-Unis au Panama le 31 décembre 1999.

## Chiffre d'affaires
En 2003, le chiffre d’affaires annuel du canal a dépassé le montant d’un milliard de dollars pour un bénéfice du tiers. Le projet d’élargissement, d’un coût total de huit milliards de dollars, permettant d’accueillir des bâtiments deux fois plus grands que ceux qui transitent aujourd’hui, a été soumis à un référendum des citoyens en 2006. D’après le résultat officiel du scrutin donné par le tribunal électoral du Panama, le « oui » l’emporte avec près de 77 % des voix. 5 % du commerce maritime mondial passe par le canal de Panama. L’inauguration du canal élargi a lieu le 26 juin 2016, après neuf ans de chantier pharaonique. Les coûts des travaux devaient être de 5,4 milliards de dollars mais il y a eu une rallonge de 3,5 milliards à cause des retards sur le chantier. Avant, les cargos passaient avec 4 000 conteneurs, mais maintenant les cargos passent avec plus de 18 000 conteneurs.

## Description

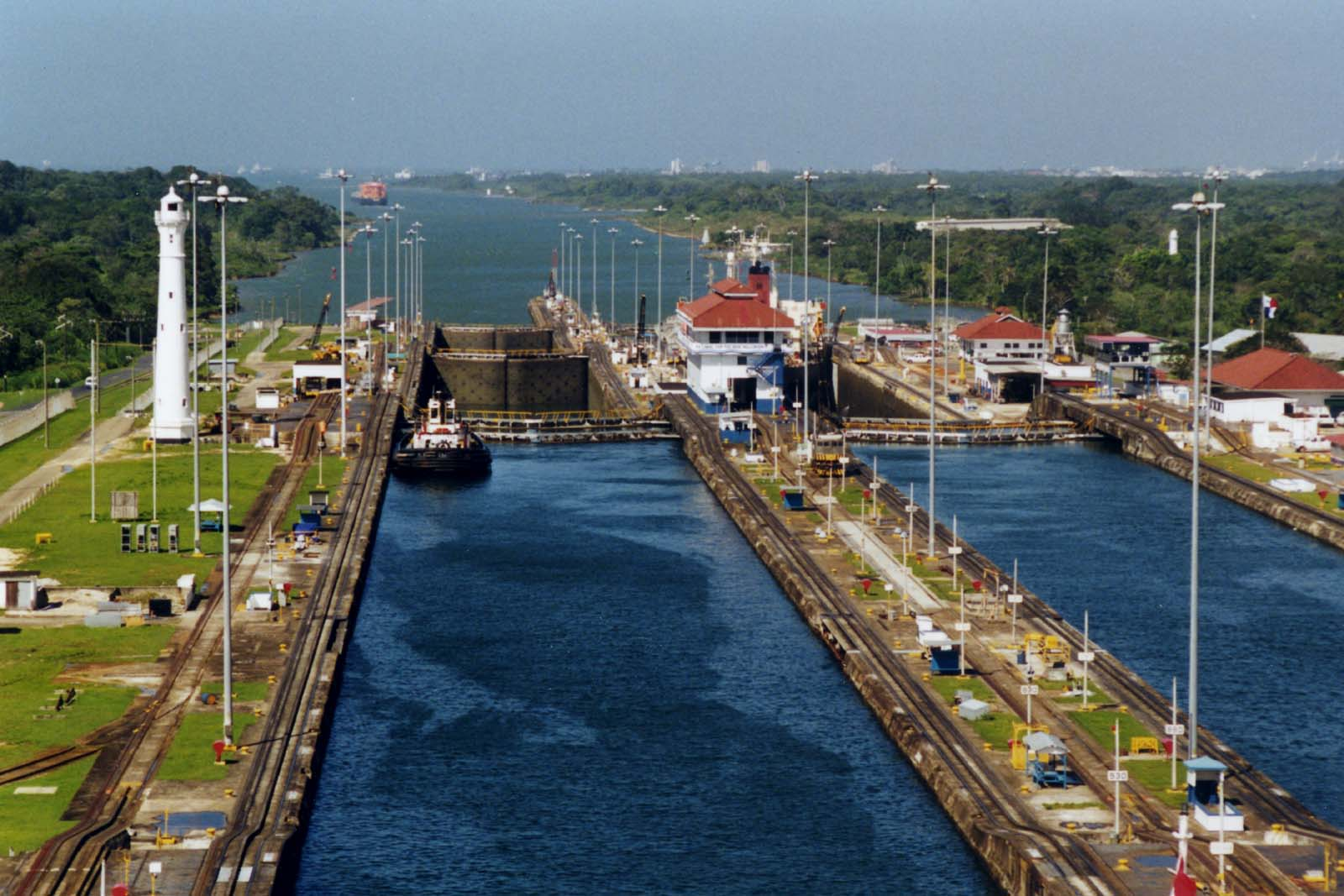
Un remorqueur du canal, se dirigeant vers le côté Caraïbes, attend d’être rejoint par un navire dans la chambre supérieure de l’écluse de Gatún.

Le canal de Panama relie le golfe de Panama, dans l’océan Pacifique, à la mer des Caraïbes et à l’Atlantique. La forme de l’isthme de Panama, qui serpente, fait que le canal s’étire en fait du sud-est (à partir du Pacifique) au nord-ouest (en direction de l’Atlantique). Pour éviter toute confusion, les autorités du canal classent les transits en deux catégories : direction nord (du Pacifique vers l’Atlantique) et direction sud (de l’Atlantique vers le Pacifique).
Le canal peut accueillir des bateaux de différentes tailles, allant des yachts privés jusqu'à de gros navires de commerce. Les bateaux ayant la plus grande taille admissible dans le canal sont désignés sous l’appellation « Panamax ». Un nombre croissant de navires dépassent cette taille et sont appelés « post-Panamax ». En moyenne, une traversée du canal par un cargo prend environ neuf heures. En 2005, 14 011 navires ont emprunté le canal, représentant un tonnage total de 278,8 millions de tonnes et une moyenne de 40 navires par jour.
Quand le cuirassé USS Missouri a emprunté le canal en 1945, il restait une marge de 15,25 cm (6 pouces) sur la largeur, au point le plus étroit.

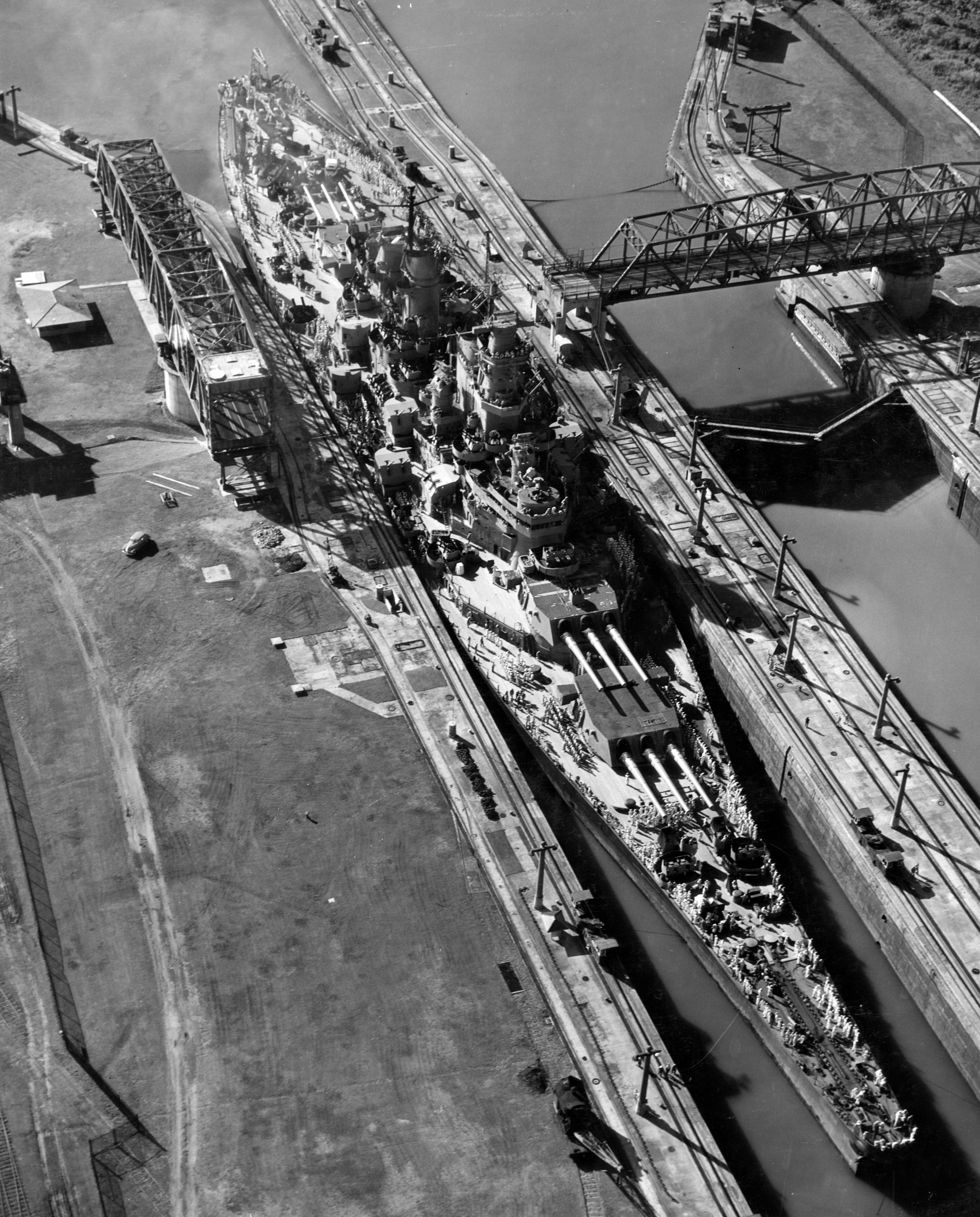
en 1945.

### Disposition
Le canal consiste en deux lacs artificiels, plusieurs canaux améliorés et artificiels, et trois ensembles d’écluses. Un lac artificiel supplémentaire, le lac Alajuela, agit comme réservoir pour le canal. Un navire se rendant du Pacifique à l’Atlantique effectue le parcours suivant :
- à partir des bouées qui en marquent l’entrée du chenal d'accès dans le golfe de Panama jusqu'aux écluses de Miraflores, les navires parcourent 13,2 km dans le canal, passant sous le pont des Amériques ;
- le système d’écluses de Miraflores fait 1,7 km de long (en incluant les murs d’approche), avec un dénivelé de 16,5 m à mi-marée ;
- le lac artificiel de Miraflores fait 1,7 km de long et se trouve à 16,5 m au-dessus du niveau de la mer ;
- l’écluse de Pedro Miguel de 1,4 km de long est la dernière partie de la montée avec un dénivelé de 9,5 mètres ;
- la coupe Gaillard fait 12,6 km de long à une altitude de 26 mètres, et passe sous le pont Centenaire
- la rivière Chagres dit (río Chagres), est un cours d’eau naturel amélioré par un barrage sur le lac Gatún, et parcourt 8,5 km vers l’Ouest pour se jeter dans le lac Gatún ;
- le lac Gatún, est un lac artificiel formé par le barrage Gatún, transporte les navires sur 24,2 km ;
- les écluses de Gatún comportent trois étapes pour une longueur totale de 1,9 km et ramènent les navires au niveau de la mer ;
- un canal de 3,2 km forme l’approche vers les écluses du côté Atlantique ;
- la baie Limón (bahía Limón), un immense port naturel, procure un mouillage pour les navires en attente de transit et fait 8,7 km jusqu'à la digue extérieure.

Le transit total par l’entrée du canal côté Pacifique jusqu'à la digue du côté Atlantique est de 76,9 km. Le marnage maximum du Pacifique est de 6,55 m (+3,35 m à marée haute et −3,20 m à marée basse) ; la dénivelée à Miraflores varie donc de 13,1 m à la pleine mer à 19,7 m à la basse mer. Du côté Atlantique, le marnage n’excède pas 60 cm. Le niveau moyen de la mer du côté Pacifique est en moyenne 20 cm plus haut que du côté Atlantique.
La baie Limón du côté Atlantique est un mouillage protégé par une digue ; cependant, sa capacité n’est plus adaptée au nombre et à la taille des navires utilisant le canal, et de nombreux navires attendent au mouillage en dehors de la baie. Le mouillage côté Pacifique est ouvert mais protégé par la topographie du golfe.

### Écluses
Les parties les plus spectaculaires du canal sont les écluses. À l'origine, celles-ci sont larges de 33,53 m et comportent une longueur utilisable de 304,8 m. La profondeur disponible varie mais la profondeur minimum est de 12,55 m dans la partie sud des écluses Pedro Miguel. Ces dimensions déterminent la taille maximum des navires, le Panamax. Toutes les écluses du canal vont par paires : deux séries parallèles d’écluses se trouvent sur chacun des trois sites, autorisant en principe le passage des navires simultanément dans les deux directions. Cependant, les grands navires ne peuvent pas se croiser à grande vitesse dans la coupe Gaillard ; en pratique, le trafic est alterné et les deux voies des écluses ne sont utilisées que dans une direction à la fois.
Chaque chambre est remplie avec 101 000 m3 d’eau ; l’eau entre par gravité par un réseau de conduites sous chaque chambre. Les navires sont tractés par de petites locomotives appelées « mulas » sur des rails disposés sur les murs des écluses. Les plus petits bateaux sont amarrés par des amarres tenues à la main.

### Lacs Gatún et Alajuela
Le lac Gatún et la rivière Chagres sont des composants clés du canal, permettant la traversée des navires sur une partie importante de l’isthme. Le lac est également un réservoir, emmagasinant l’eau permettant aux écluses de fonctionner durant la saison sèche. La formation du lac et l’agrandissement de la rivière ont été effectués grâce au barrage Gatún sur la rivière Chagres. La vallée d’origine a ainsi été inondée. Près d’un siècle plus tard, les souches d’acajou remontent encore à la surface, et les troncs à demi submergés peuvent représenter un danger pour les bateaux s’aventurant en dehors des chenaux balisés.
Il existe un petit raccourci à travers le lac, appelé la « coupe Banana », utilisé par les yachts et les autorités du canal afin d’éviter le trafic important. Plusieurs îles sont situées sur le lac Gatún, dont l’île Barro Colorado, abritant l’Institut tropical de recherche du Smithsonian.
Le volume d’eau utilisé pour les navires passant les écluses, conjugué aux variations saisonnières des précipitations au Panama, compliquent le maintien du niveau d’eau du lac Gatún, en particulier pendant la saison sèche. Un barrage supplémentaire, le barrage Madden, a été construit sur la Chagres, créant le lac Alajuela (aussi connu sous le nom de lac Madden), procurant une réserve d’eau supplémentaire pour le canal.

### Franchissement du canal
Il existe plusieurs moyens de franchir le canal. Au sud, côté Pacifique, le pont des Amériques est un pont routier majeur, ouvert en 1962 ; pendant de nombreuses années, c'était le seul moyen de franchir le canal. Avant sa construction, le trafic routier empruntait un ferry à ce même endroit. Plus au nord, près des écluses Miraflores, on trouvait un pont tournant routier et ferroviaire. Ouvert en 1942, il ne pouvait fonctionner qu'en l’absence de trafic maritime. Ce pont a été démonté en 2018, ne subsistant que les deux bases en béton. Au même endroit, un petit pont routier tournant est intégré dans la structure de l’écluse ; il est également peu utilisé.
Un moyen de franchissement plus récent est le pont Centenaire au-dessus de la coupe Gaillard, au nord des écluses Pedro Miguel. Terminé en 2004 et ouvert à la circulation en 2005, il comporte six voies pour les automobiles.
Un troisième pont, le pont de l'Atlantique a été inauguré en août 2019. Comme son nom l'indique, il permet de traverser le canal du côté Atlantique, à proximité de Colón, entre les écluses Gatún et la baie Limón, remplaçant le ferry utilisé à cet endroit.
Enfin, un dernier pont tournant est incorporé aux écluses Gatún, utilisable uniquement lorsque les écluses sont fermées, et avec une très faible capacité.
En plus des franchissements publics, les employés affectés au canal utilisent les passages en haut des portes des écluses lorsqu'elles sont fermées.

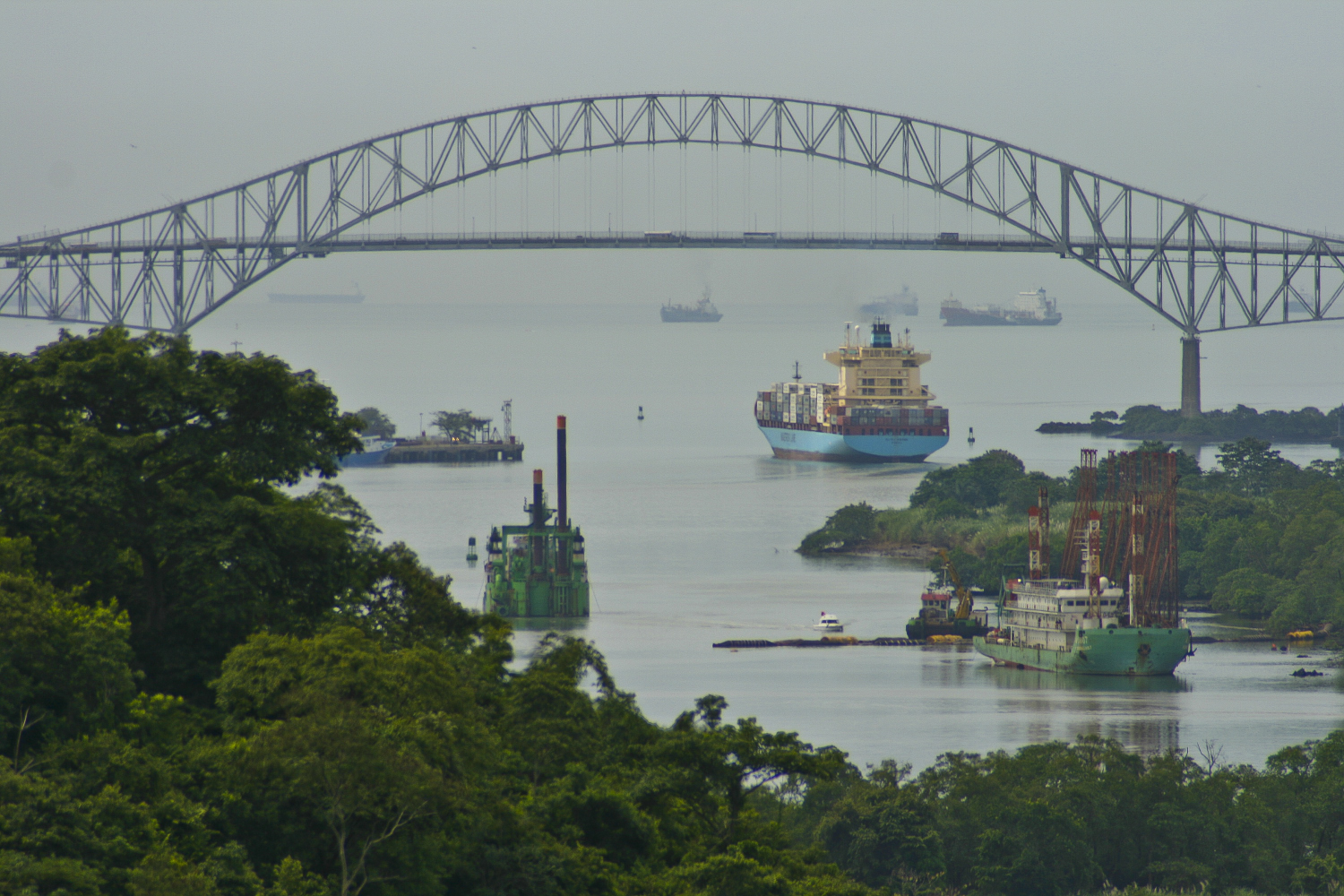
Le pont des Amériques.
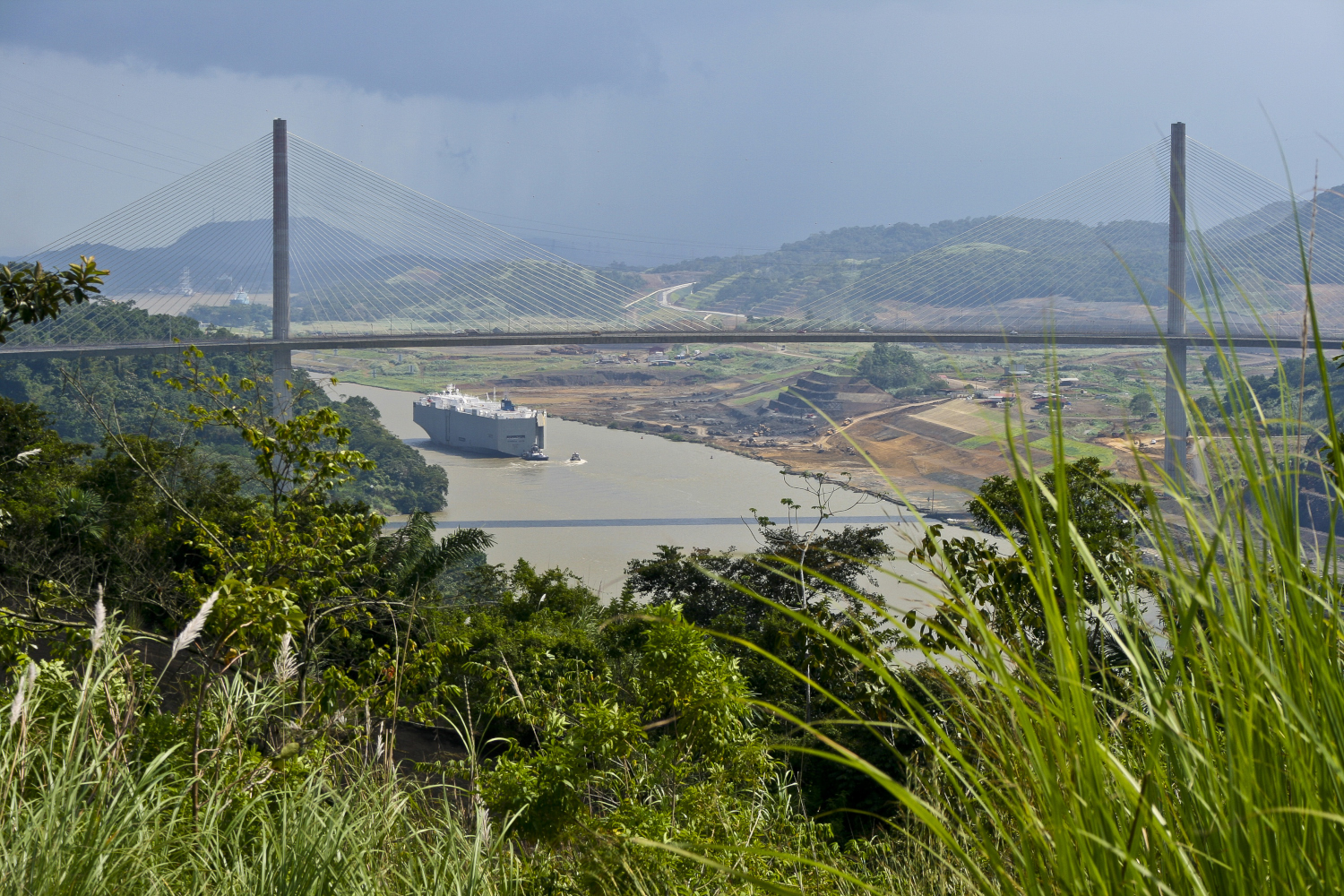
Le pont Centenaire.
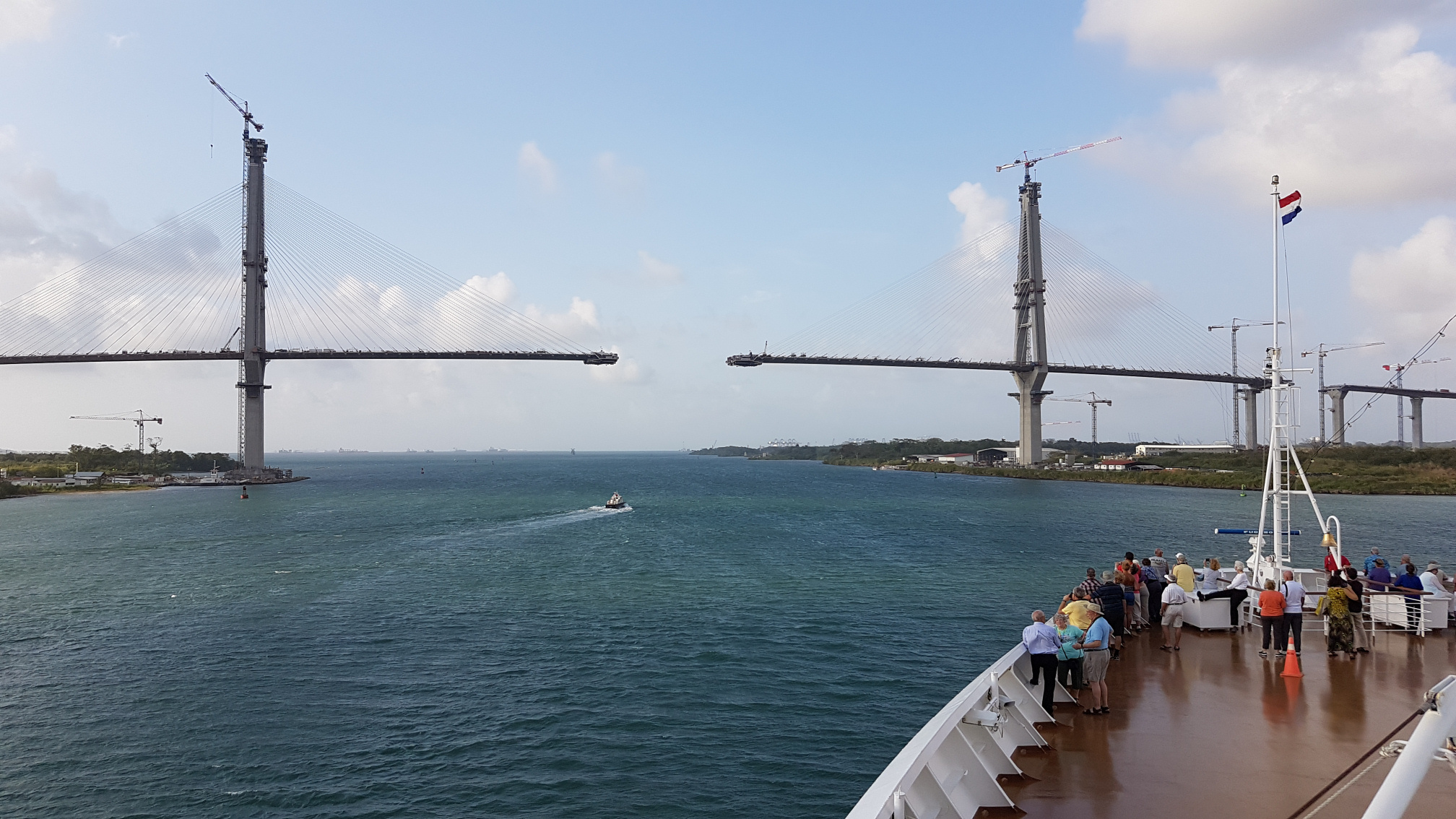
Le pont de l'Atlantique en construction.

## Droits de passage

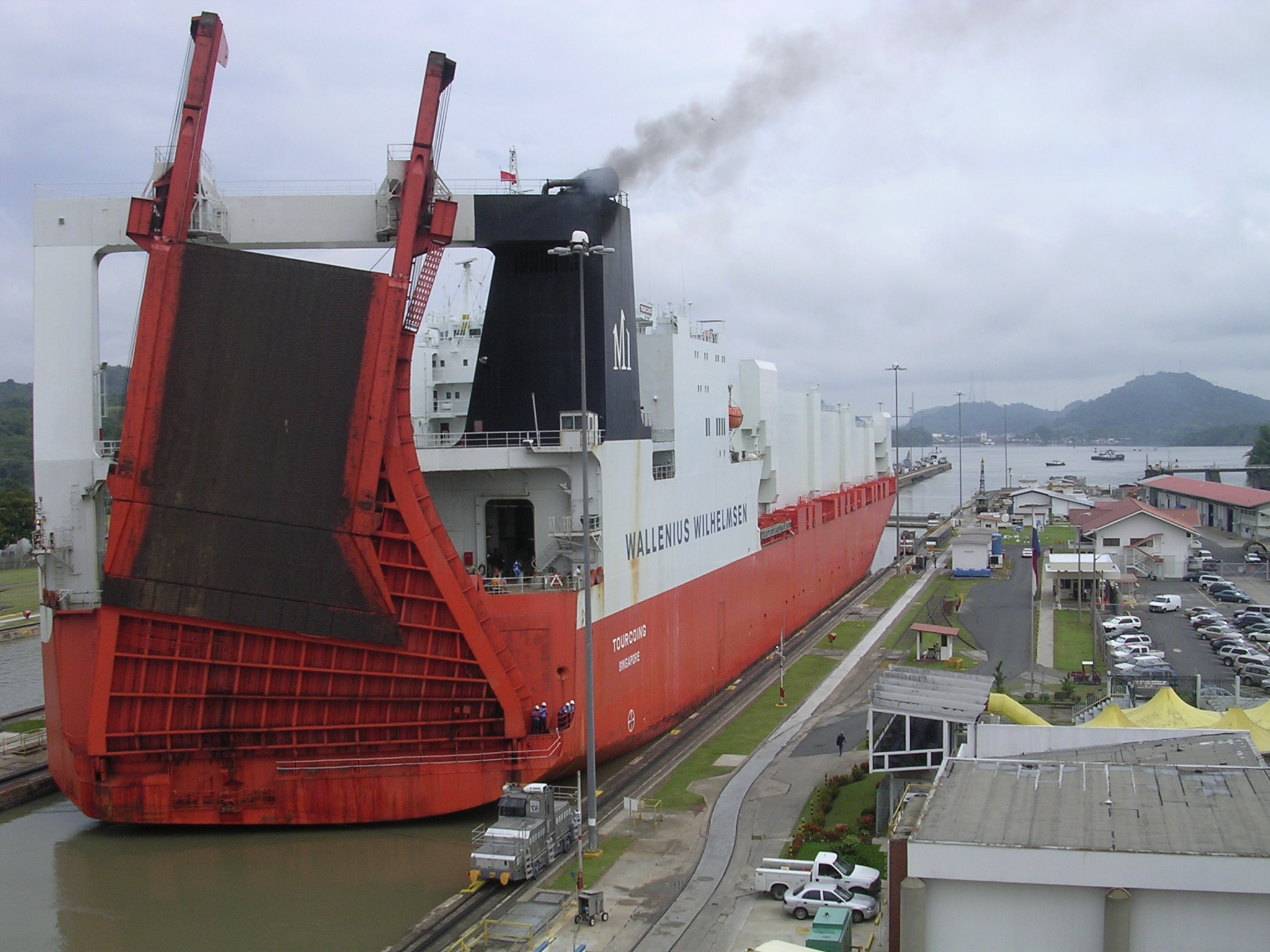
Les transporteurs de véhicules comme celui-ci dans l’écluse de Miraflores sont parmi les plus gros navires passant dans le canal.

Les droits de passage dans le canal sont décidés par l’Autorité et sont basés sur le type de navire, la taille et le type de cargaison. Ceux-ci ont rapporté, en 2006, 1,4 milliard de dollars. L'extension du canal et son ouverture à la navigation pour les navires Neopanamax ont entraîné une très nette augmentation des revenus, estimé en 2019 à 3,2 Mds €, dont 951 M€ pour les seules porte-conteneurs Neopanamax (951M€)
Pour les porte-conteneurs, les droits dépendent du nombre d’EVP (nombre standardisé de conteneurs). À partir du 1er janvier 2020, le droit était compris entre 57 et 60̯ dollars par EVP pour les navires de moins de 5 000 conteneurs (peu ou prou les anciens Panamax) et entre 47 et 50 dollars par EVP au-delà (ce qui correspond approximativement aux nouveaux NeoPanamax qui peuvent transporter jusqu'à 14 000 conteneurs). Les droits sont réduits pour les navires lèges.
La plupart des autres navires doivent payer un droit selon leur tonnage (Panama tonnage) exprimé en « tons » correspondant à des volumes de 100 pieds cubes (2,8 m3). Le calcul lui-même est relativement complexe. En 2006, ce droit est de 2,96 $ pour les premières 10 000 tons, 2,90 $ par ton pour les 10 000 tons suivantes, et 2,85 $ par ton ensuite. Comme pour les porte-conteneurs, la taxe est réduite pour les navires lèges.
Les navires plus petits payent une taxe dépendant de leur longueur. En 2025, cette taxe est de :
| Longueur totale       | Taxe ($) |
| --------------------- | -------- |
| < 19,812 m            | 2 130    |
| > 19,812 m < 24,384 m | 3 200    |
| > 24,384 m < 30,480 m | 4 660    |
| > 30,480 m            | 6 000    |

La taxe la plus élevée jamais payée l'est le 30 août 2024 par le porte-conteneurs Marie, de l’armateur Mediterranean Shipping Company, qui peut transporter jusqu'à 17 640 conteneurs. Elle s'élève à 1 300 000 dollars (environ 1 118 000 euros). La taxe la moins élevée est de 0,36 $, payée par l’aventurier américain Richard Halliburton qui parcourt le canal à la nage en 1928. La taxe moyenne est de 54 000 $.

## Problèmes actuels
Plus de 100 ans après son ouverture, le canal continue de connaître un grand succès et arrive à faire face aux besoins malgré l’évolution exponentielle du commerce maritime. Il existe toutefois un certain nombre de problèmes actuels et potentiels.

### Efficacité et entretien
Après le retrait des États-Unis, des doutes sont apparus concernant la capacité des nouveaux propriétaires à maintenir efficacement le canal en fonctionnement. Ces doutes se sont révélés infondés puisque l’efficacité de la gestion du canal semble s’être améliorée sous la direction panaméenne. Une mesure de l’efficacité est le temps moyen mis par un navire pour traverser le canal, dénommé Canal Water Times (CWT). D’après l’ACP, le CWT diminue. Le nombre d’accidents est également ces derniers temps au plus bas.
Des volumes croissants de marchandises importées d’Asie qui étaient auparavant débarqués sur la côte ouest des États-Unis, traversent maintenant le canal pour aller jusqu'à la côte est. Le nombre total de navires ayant emprunté le canal durant l’exercice financier 1999 était de 14 336, ce chiffre après être tombé à 13 154 en 2003, en partie en raison de facteurs économiques mondiaux, est remonté à 14 011 en 2005. Cependant, cette évolution s’est doublée d’un accroissement constant de la taille moyenne des navires et du nombre de navires Panamax en transit ; le tonnage est ainsi passé de 227,9 millions de tonnes en 1999 à 278,8 millions de tonnes en 2005,. Malgré l'effet néfaste des navires de grande taille sur la vitesse de transit (par exemple, l’impossibilité de se croiser dans la coupe Gaillard), cette évolution de la circulation s’est accompagnée d’un accroissement significatif de la capacité du canal. Le canal afficha un record de trafic le 13 mars 2006 avec 1 070 023 tonnes en transit en un seul jour.
L'ACP a investi près d’un milliard de dollars dans l’élargissement et la modernisation du canal, dans le but d’accroître la capacité de 20 %. L'ACP cite un grand nombre d’améliorations, incluant l’élargissement et la rectification de la coupe Gaillard pour permettre le croisement de gros navires, une plus grande profondeur dans le canal de navigation du lac Gatún pour améliorer l’approvisionnement en eau, et le dragage des entrées Atlantique et Pacifique du canal. Pour cela, de nouveaux navires ont été commandés : une barge de forage, une drague à élinde traînante, et entrepris un accroissement de la flotte de remorqueurs de 20 %. La flotte des locomotives doit aussi être améliorée, 16 kilomètres de rails renouvelés, et les systèmes de gestion des écluses remplacés. Des améliorations ont déjà été effectuées dans le système de gestion de la circulation.
Le retrait des États-Unis a permis au Panama de vendre de l’électricité produite par les barrages, dont seulement 25 % est nécessaire au fonctionnement du canal.

### Capacité
Le canal permet à présent le transit de bien plus de navires que prévu par ses concepteurs. En 1934, la capacité maximum du canal était estimée à 80 millions de tonnes par an. Comme noté plus haut, la capacité gérée en 2005 atteignait 278,8 millions de tonnes, soit plus du triple.
Malgré les améliorations apportées, il est prévu que le canal approche bientôt de sa capacité maximale. Une complication supplémentaire est la proportion de navires proches de la taille Panamax en transit, qui ne cesse de s’accroître, et qui pourrait mener à une réduction du nombre de navires pouvant transiter.

### Concurrence
Malgré sa position prépondérante durant de nombreuses années, le canal doit faire face à la concurrence d’autres routes. La construction d’un canal au Mexique ou en Colombie capable d’accueillir des navires post-Panamax a été envisagée, et il existe au moins trois propositions pour la construction de liens au projet de canal du Nicaragua, un canal post-Panamax proposé par le gouvernement, et deux propositions privées de voies ferrées reliant les deux côtes.
La concurrence se situe aussi au niveau terrestre avec le train Interocéanique au Mexique. Cette voie ferrée de 300 km, bâtie sur une ancienne ligne de chemins de fer, permet la traversée de l'Isthme de Tehuantepec, la bande de terre la plus étroite du pays, entre le port de Puerto Mexico, à Coatzacoalcos, sur le golfe du Mexique, dans l'État de Veracruz, et le port de Salina Cruz, dans l'État de Oaxaca. Cette liaison ferroviaire, inaugurée le 22 décembre 2023 par le président mexicain Andres Manuel Lopez Obrador est un peu destinée au transport de passagers mais surtout au transport de marchandises, mais sera juste une alternative en cas de sécheresse du canal, et ne pourra pas le remplacer, car les armateurs sont d'abord des transporteurs de marchandises en mer, ils n'ont pas forcément besoin de solutions complémentaires ferroviaires.
Des critiques ont été émises à propos des augmentations de tarifs du canal, suggérant que le Canal de Suez pourrait devenir une solution de remplacement viable pour les navires venant d’Asie vers la côte est des États-Unis. La demande pour le canal de Panama ne cesse pourtant d’augmenter.
Le taux de fonte des glaces de l’océan Arctique a conduit à plusieurs spéculations sur l’utilisation du passage du Nord-Ouest, en supposant qu'il deviendrait viable à moyen terme. L’utilisation du passage ferait économiser 9 300 kilomètres à la route Asie-Europe par rapport au canal de Panama, conduisant à un report possible de la circulation vers cette route. Cependant certains problèmes territoriaux ne sont toujours pas résolus.

### Environnement

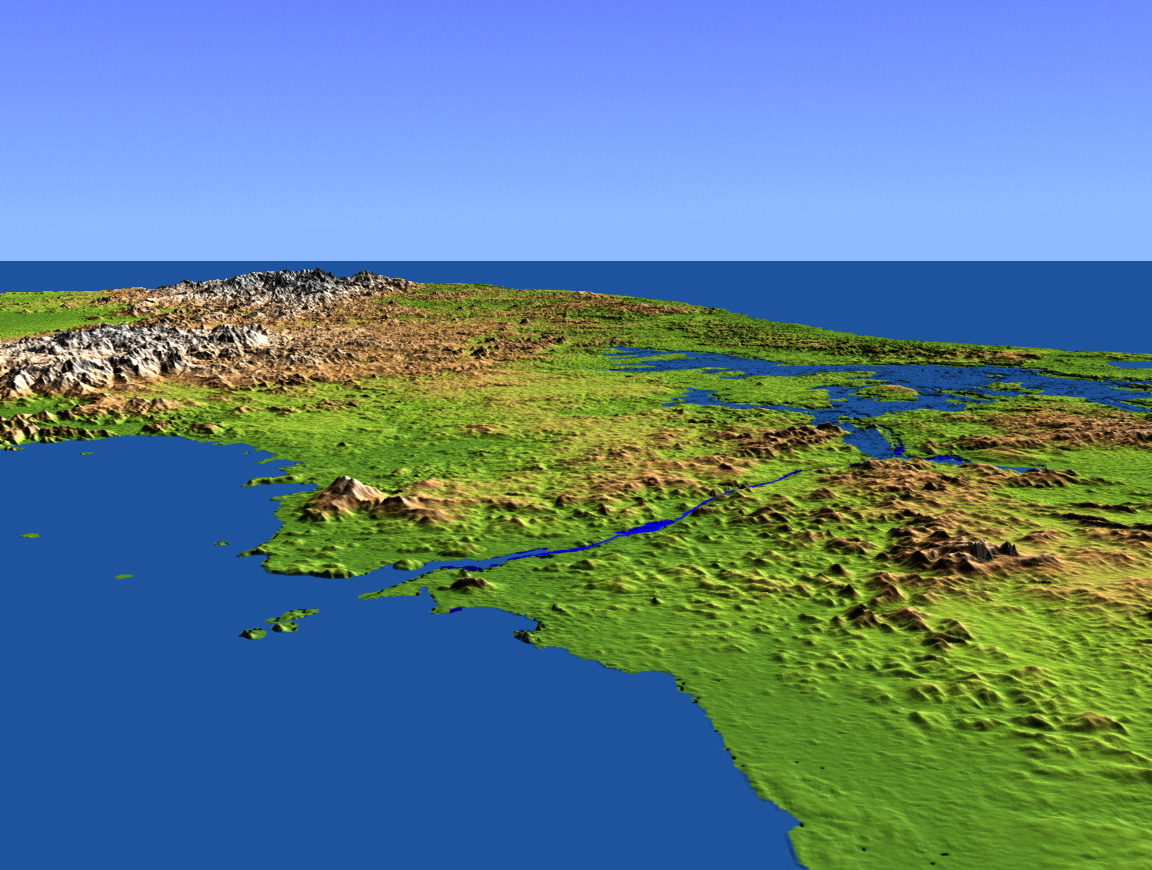
Le canal de Panama a connecté deux océans, en interrompant la continuité écologique qui permettait la circulation de la faune et de la flore au centre du continent américain. Vue vers l'ouest (en haut de l'image la mer des Caraïbes, en bas à gauche l’océan Pacifique) (image NASA).

Le canal, en mettant en connexion deux océans à une latitude à laquelle ils étaient isolés depuis des millions d'années et en concentrant le passage de navires venus de tous les grands ports du monde, a été et reste un puissant facteur de dispersion d'espèces introduites et d'espèces envahissantes.
Les navires et l'entretien des installations (écluses notamment) sont responsables de pollutions épisodiques. La déforestation des abords du canal, les curages et les éclusées toujours plus fréquentes remettent en suspension des sédiments qui rendent l'eau plus turbide et eutrophe.
En isolant physiquement et biologiquement (hormis pour les oiseaux, chauves-souris et certains insectes migrateurs) l'Amérique du Nord de l'Amérique du Sud, ce canal a été une cause majeure de fragmentation écologique et de perte de biodiversité. Le canal de Suez, qui a isolé l'Afrique de l'Asie, pose le même problème, mais bien moins gravement, car creusé sur des milieux infiniment moins riches pour la biodiversité. Ces deux canaux n'ont fait l'objet d'aucune mesure conservatoire ni compensatoire à l'époque de leur creusement, et les projets d'agrandissement du canal de Panama n'incluent pas de mesures soutenant véritablement les efforts de restauration d'un réseau écologique panaméricain. Des infrastructures de type écoduc sur une telle largeur posent par ailleurs des défis techniques. Un ou plusieurs passages en tunnel ou en tranchée couverte permettraient une reconnexion des deux sous-continents, mais ne semblent pas envisagés.

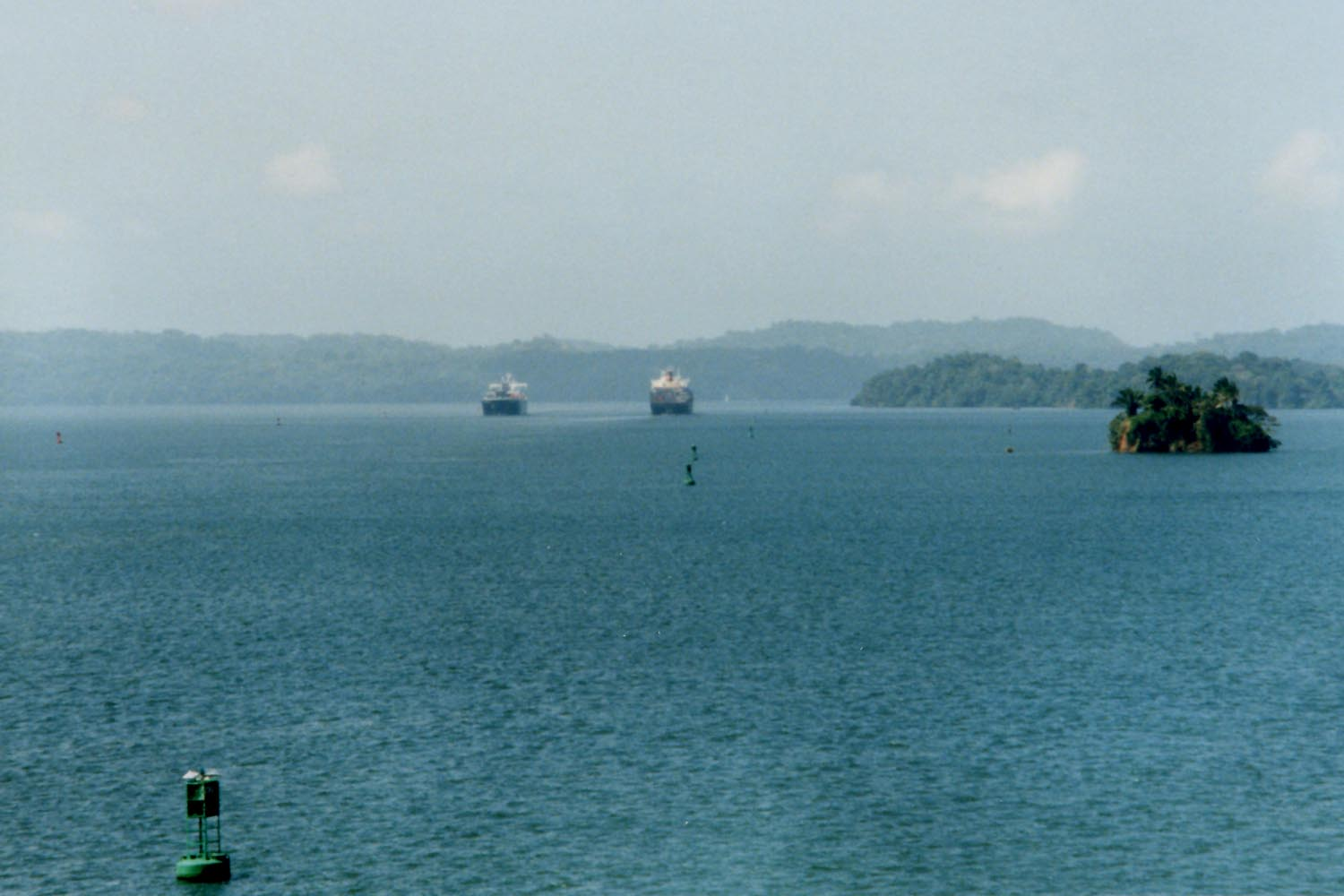
Le lac Gatún, vu ici en 2000, connaît des difficultés pour approvisionner le canal en eau.

Le canal de Panama connaît des difficultés d'approvisionnement en eau. La quantité d'eau stockée dans le lac Gatún diminue, en grande partie à cause de la déforestation. Chaque fois qu'un navire passe dans le canal, 197 000 m3 d’eau sont déversés dans la mer ; bien qu'il y ait assez de précipitations pour renouveler annuellement l’eau du lac, elle ne suffit plus en saison sèche. La forêt tropicale jouait traditionnellement un rôle de tampon en absorbant et relâchant progressivement l'eau (propre) dans le lac. Comme la végétation se réduit, les eaux de pluie s’écoulent plus rapidement et des torrents de boue se déversent dans le lac qui s'envase. Pendant la saison sèche, l’eau peut ainsi manquer. En mai 2019, le niveau de l'eau a drastiquement baissé après plusieurs mois de sécheresse. Il s'agirait de la période la plus sèche connue dans l'histoire du canal. Pendant plusieurs semaines de l'été 2023, seuls 32 navires d'un tirant d’eau maximal de 13,41 mètres sont autorisés à traverser le canal chaque jour, contre environ 36 en temps normal. Le mois d’octobre 2023 ayant été le plus sec jamais enregistré dans le bassin versant, l’autorité du canal annonce la restriction du nombre de transits quotidiens à 22 en décembre 2023, 20 en janvier 2024 et 18 en février 2024. Mais les précipitations de fin d'année et le remplissage progressif du lac Gatùn permettent d'augmenter le nombre de transits quotidiens à 24 à compter de la mi-janvier 2024. En temps normal, ce sont en moyenne 40 navires qui transitent chaque jour par le canal, d'autant plus sollicité depuis la pression de rebelles Houtis sur le canal de Suez au dernier trimestre 2023. Les restrictions de passage ont conduit à un temps moyen d'attente des navires inédits, passant d'une moyenne de 4 jours à 21 désormais, avec jusqu'à 163 navires en attente à l'entrée du canal.

### Présence chinoise
La concession initiale est établie en 1977 pour une durée de 25 ans. Elle porte sur les deux ports de Balboa et de Cristobal. Le bénéficiaire de la concession est une filiale du conglomérat hongkongais CK Hutchison.
Avant la prise de possession du canal en 1999, le gouvernement du Panama avait négocié un contrat de 25 ans pour la gestion des terminaux à conteneurs du canal (principalement deux terminaux aux entrées Pacifique et Atlantique) avec une société chinoise, Hutchison Whampoa, basée à Hong Kong, dont le propriétaire Li Ka-shing est l'homme le plus riche de Chine.[réf. souhaitée] La société a fusionné en juin 2015 avec Cheung Kong Holdings pour former un nouveau conglomérat nommé CK Hutchison Holdings.
En mars 2025, CK Hutchison annonce la vente du terminal portuaire au fonds d'investissement américain BlackRock, pour 22,8 milliards de dollars.

## Travaux d'agrandissement
Un projet d’élargissement similaire à celui de 1939 qui pourrait permettre un plus grand trafic a été considéré. Le 4 avril 2006, la BBC rapporta qu'un projet d’élargissement avait été approuvé par le gouvernement du Panama, celui-ci approuvé par référendum le 22 octobre 2006 à 78 % des suffrages,.
Les travaux d'élargissement ont été officiellement lancés le 3 septembre 2007, lors d'une cérémonie à laquelle participaient l'ancien président des États-Unis Jimmy Carter ainsi que les chefs d'État du Salvador et du Nicaragua. La première tranche du chantier a été confiée à la société panaméenne Constructora Urbana S.A.
Les travaux d'élargissement ont été terminés et inaugurés en 2016.

### Réalisation d’un troisième ensemble d’écluses

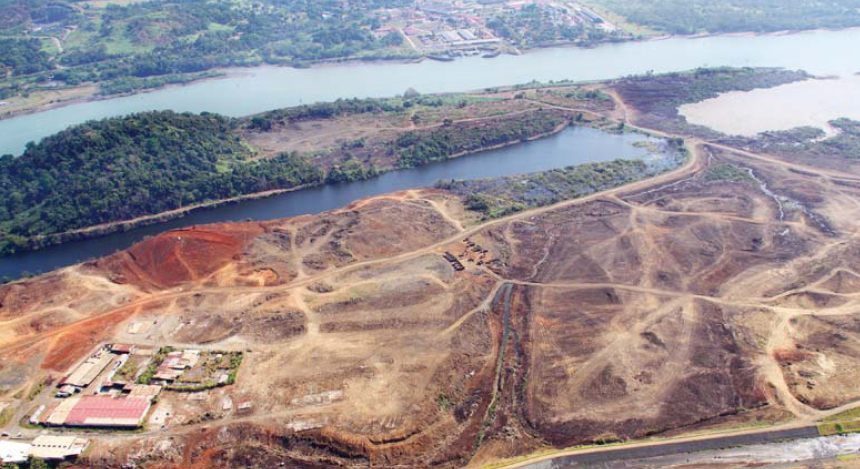
Travaux en 2010.

Deux nouveaux jeux d’écluses ont été réalisés : une à l’est des écluses de Gatún en place, l’autre au sud-ouest des écluses de Miraflores, chacune desservie par un canal d’approche. Chaque ensemble mène directement du niveau de la mer au niveau du lac Gatún et non en deux étapes comme précédemment au niveau des écluses Miraflores / Pedro Miguel. Les nouvelles écluses comportent des portes coulissantes, doublées par sécurité, et sont longues de 427 mètres, larges de 55 mètres, et profondes de 18,3 mètres, permettant le transit de navires larges de 49 m, d’une longueur de 366 mètres et d’un tirant d’eau de 15,2 m, correspondant à un porte-conteneurs de 13 000 EVP.
Ces nouvelles écluses sont opérées en complément des autres écluses.
Les canaux d’approche font 6,2 km à Miraflores (contournant le lac Miraflores). Chaque canal a une largeur de 218 mètres, ne permettant la circulation que dans un sens pour les navires nommés « néo-panamax » ou « new panamax ». Les autres canaux seraient élargis jusqu'à 280 m sur les portions droites et 366 m sur les courbes. Le niveau maximum du lac Gatún a été relevé de 26,7 m à 27,1 m.

Illustration schématique du mécanisme d’exploitation des bassins de réutilisation de l’eau.

Chaque ensemble d’écluses est accompagné de neuf bassins de réutilisation d’eau, trois par chambre. Chaque bassin fait environ 70 m de large, 430 m de long et 5,5 m de profondeur. Alimentés par gravité, ils permettent de réutiliser 60 % de l’eau utilisée pendant chaque transit. Les nouvelles écluses consomment donc 7 % d’eau en moins que les actuelles pour un volume presque doublé. Ceci a été fait pour permettre le fonctionnement de ces nouvelles écluses sans avoir de nouveaux réservoirs. L’accroissement de profondeur du lac Gatún et la montée de son niveau maximum améliorent la capacité de stockage.

### Travaux effectifs

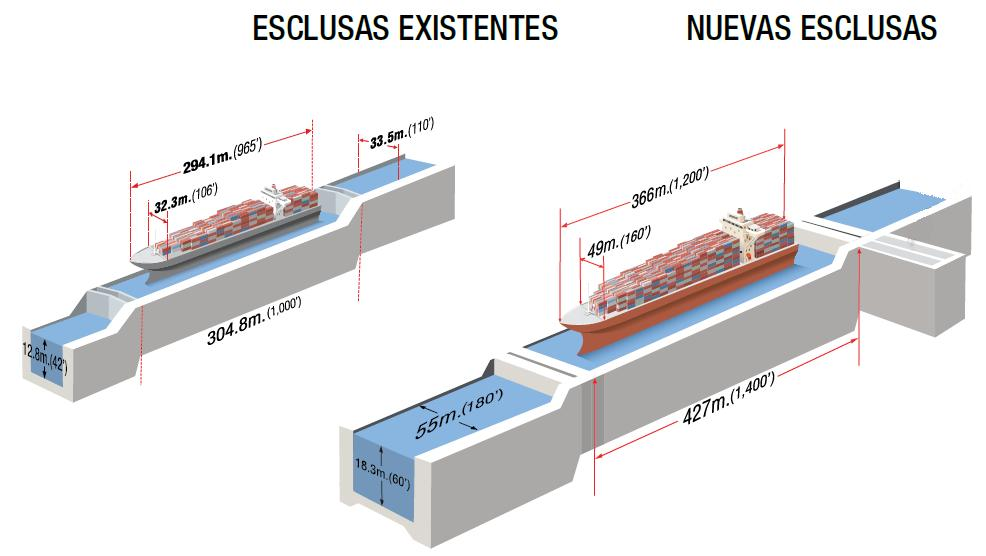
Comparaison entre les anciennes écluses et celles inaugurées en 2016.

Un troisième pont au-dessus du canal est en cours de construction en 2016 vers Colon par l'entreprise française Vinci. Ce sera le plus long tablier construit par celle-ci. Il facilitera le désenclavement de toute la région située à l’ouest du Canal sur la côte Atlantique.
Le coût estimé à l’origine du projet est de 5,25 milliards de dollars américains, il subit une hausse de 3,4 milliards Md$ et 20 mois de retard.
Entre dix et soixante-dix chefs d'État, dont les présidents américains Barack Obama, chinois Xi Jinping, taïwanaise Tsai Ing-wen et chilienne Michelle Bachelet, assisteront à la cérémonie d’ouverture le 26 juin 2016. Le porte-conteneurs Andronikos de l’armateur chinois COSCO, baptisé Cosco Shipping Panama pour l'occasion, a été tiré au sort pour effectuer le premier passage officiel le jour de l’inauguration.
Il permettrait de porter la capacité maximale du canal à 510 millions de tonnes par an en 2025. Les tarifs seraient toujours calculés sur la base du tonnage et non des écluses utilisées. L’ouverture des nouvelles écluses était prévue à l'origine en octobre 2014. Les anciennes écluses, qui auront alors 100 ans, seront davantage disponibles pour la rénovation.

### Problèmes
Des litiges survenus entre le GUPC, consortium responsable de la construction — qui réclamait un surcoût de 1,6 milliard de dollars en 2013/2014 en plus des 3,2 milliards initiaux — et l’Autorité du canal de Panama ont entraîné des grèves. Le blocage dura plusieurs mois avant que le conflit ne se règle. Plus tard, à la mise en eau des écluses du côté Pacifique, des fissures sont apparues dans les structures en béton, entraînant des fuites importantes. Un supplément de ferraillage s’est avéré nécessaire, impliquant des travaux importants dans les parois de béton, provoquant plusieurs mois de retard. Le 26 juin 2016, l’agrandissement du canal est inauguré, après 9 ans de travaux, par Juan Carlos Varela, président de la république du Panama.
En 2019, des améliorations supplémentaires sous la forme d’un troisième lac sont à nouveau nécessaires pour maintenir le trafic habituel dans les conditions météorologiques prévues du fait du réchauffement climatique. Le militant écologiste Félix Wing Solís avertit le gouvernement que construire de nouveaux lacs « aux dépens des forêts irait à l’encontre du but recherché ».

## Dans la culture populaire
- Le canal de Panama peut être construit comme merveille mondiale dans plusieurs opus de la franchise de jeux vidéo Sid Meier's Civilization (Civilization V et Civilization VI).